# Polonia en la Copa Mundial de Fútbol de 2022
La selección de Polonia fue uno de los treinta y dos equipos participantes en la Copa Mundial de Fútbol de 2022, torneo que se llevó a cabo del 20 de noviembre al 18 de diciembre en Catar.
Fue la novena participación de Polonia, formó parte del Grupo C, junto a Argentina, México y Arabia Saudita. Avanzó hasta los octavos de final donde cayó eliminado ante Francia.

## Clasificación
La selección de Polonia inició su camino al mundial desde la primera ronda de la clasificación europea. Debido a la pandemia de covid-19 en 2020 no se disputó ningún partido, comenzó en marzo de 2021 con los encuentros correspondientes a la fase de grupos. Al terminar en el segundo lugar del Grupo I clasificó a la segunda ronda (play-offs europeos) donde en semifinales debía enfrentar a Rusia, sin embargo el equipo nacional ruso fue excluido de dicha fase como consecuencia de la invasión rusa de Ucrania de 2022, por tanto Polonia avanzó directamente a la final donde venció a Suecia para clasificar a la Copa Mundial.

### Tabla de posiciones
| Selección  | Pts. | PJ | PG | PE | PP | GF | GC | Dif |
| ---------- | ---- | -- | -- | -- | -- | -- | -- | --- |
| Inglaterra | 26   | 10 | 8  | 2  | 0  | 39 | 3  | 36  |
| Polonia    | 20   | 10 | 6  | 2  | 2  | 30 | 11 | 19  |
| Albania    | 18   | 10 | 6  | 0  | 4  | 12 | 12 | 0   |
| Hungría    | 17   | 10 | 5  | 2  | 3  | 19 | 13 | 6   |
| Andorra    | 6    | 10 | 2  | 0  | 8  | 8  | 24 | –16 |
| San Marino | 0    | 10 | 0  | 0  | 10 | 1  | 46 | –45 |

|  | Clasificado a la Copa Mundial. |
|  | Clasificado a los play-offs.   |

### Partidos
| Fecha                   | Lugar            | Jornada                     | Local      | Resultado | Visitante  |
| ----------------------- | ---------------- | --------------------------- | ---------- | --------- | ---------- |
| 25 de marzo de 2021     | Budapest         | Primera ronda - Fecha 1     | Hungría    | 3:3 (1:0) | Polonia    |
| 28 de marzo de 2021     | Varsovia         | Primera ronda - Fecha 2     | Polonia    | 3:0 (1:0) | Andorra    |
| 31 de marzo de 2021     | Londres          | Primera ronda - Fecha 3     | Inglaterra | 2:1 (1:0) | Polonia    |
| 2 de septiembre de 2021 | Varsovia         | Primera ronda - Fecha 4     | Polonia    | 4:1 (2:1) | Albania    |
| 5 de septiembre de 2021 | Serravalle       | Primera ronda - Fecha 5     | San Marino | 1:7 (0:4) | Polonia    |
| 8 de septiembre de 2021 | Varsovia         | Primera ronda - Fecha 6     | Polonia    | 1:1 (0:0) | Inglaterra |
| 9 de octubre de 2021    | Varsovia         | Primera ronda - Fecha 7     | Polonia    | 5:0 (2:0) | San Marino |
| 12 de octubre de 2021   | Tirana           | Primera ronda - Fecha 8     | Albania    | 0:1 (0:0) | Polonia    |
| 12 de noviembre de 2021 | Andorra la Vieja | Primera ronda - Fecha 9     | Andorra    | 1:4 (1:3) | Polonia    |
| 15 de noviembre de 2021 | Varsovia         | Primera ronda - Fecha 10    | Polonia    | 1:2 (0:1) | Hungría    |
| 24 de marzo de 2022     |                  | Segunda ronda - Semifinales | Rusia      | Cancelado | Polonia    |
| 29 de marzo de 2022     | Chorzów          | Segunda ronda - Final       | Polonia    | 2:0 (0:0) | Suecia     |

## Preparación

### Amistosos previos
| 24 de marzo de 2022 | Escocia       | 1:1 (0:0) | Polonia               | Hampden Park, Glasgow                                       |                                                             |
| 20:45 (UTC+1)       | - Tierney 68' | Reporte   | - Piątek 90+4' (pen.) | Asistencia: 39 090 espectadores Árbitro(s): Robert Hennessy | Asistencia: 39 090 espectadores Árbitro(s): Robert Hennessy |

| 16 de noviembre de 2022 | Polonia    | 1:0 (0:0) | Chile | Estadio del Ejército Polaco, Varsovia                   |                                                         |
| 18:00 (UTC+1)           | Piątek 85' | Reporte   |       | Asistencia: 27 900 espectadores Árbitro(s): Harm Osmers | Asistencia: 27 900 espectadores Árbitro(s): Harm Osmers |

### Partidos oficiales
| 1 de junio de 2022 | Polonia                        | 2:1 (0:0) | Gales          | Estadio Municipal, Breslavia                                                    |                                                                                 |
| 18:00 (UTC+2)      | - Kamiński 72' - Świderski 85' | Reporte   | - Williams 52' | Asistencia: 35 214 espectadores Árbitro(s): Rade Obrenovič VAR: Nejc Kajtazovic | Asistencia: 35 214 espectadores Árbitro(s): Rade Obrenovič VAR: Nejc Kajtazovic |

| 8 de junio de 2022 | Bélgica                                                                          | 6:1 (1:1) | Polonia           | Estadio Rey Balduino, Bruselas                                                 |                                                                                |
| 20:45 (UTC+2)      | - Witsel 42' - De Bruyne 59' - Trossard 73', 80' - Dendoncker 83' - Openda 90+3' | Reporte   | - Lewandowski 28' | Asistencia: 27 409 espectadores Árbitro(s): Ivan Kružliak VAR: Bastian Dankert | Asistencia: 27 409 espectadores Árbitro(s): Ivan Kružliak VAR: Bastian Dankert |

| 11 de junio de 2022 | Países Bajos                  | 2:2 (0:1) | Polonia                    | Stadion Feijenoord, Róterdam                                                    |                                                                                 |
| 20:45 (UTC+2)       | - Klaassen 51' - Dumfries 54' | Reporte   | - Cash 18' - Zieliński 49' | Asistencia: 39 382 espectadores Árbitro(s): Halil Umut Meler VAR: Mete Kalkavan | Asistencia: 39 382 espectadores Árbitro(s): Halil Umut Meler VAR: Mete Kalkavan |

| 14 de junio de 2022 | Polonia | 0:1 (0:1) | Bélgica         | Estadio Nacional, Varsovia                                                 |                                                                            |
| 20:45 (UTC+2)       |         | Reporte   | - Batshuayi 16' | Asistencia: 56 803 espectadores Árbitro(s): Irfan Peljto VAR: Paolo Valeri | Asistencia: 56 803 espectadores Árbitro(s): Irfan Peljto VAR: Paolo Valeri |

| 22 de septiembre de 2022 | Polonia | 0:2 (0:1) | Países Bajos               | Estadio Nacional, Varsovia                                                                |                                                                                           |
| 20:45 (UTC+2)            |         | Reporte   | - Gakpo 13' - Bergwijn 60' | Asistencia: 56 673 espectadores Árbitro(s): Hernández Hernández VAR: De Burgos Bengoetxea | Asistencia: 56 673 espectadores Árbitro(s): Hernández Hernández VAR: De Burgos Bengoetxea |

| 25 de septiembre de 2022 | Gales | 0:1 (0:0) | Polonia       | Cardiff City Stadium, Cardiff                                                  |                                                                                |
| 20:45 (UTC+2)            |       | Reporte   | Świderski 58' | Asistencia: 31 520 espectadores Árbitro(s): Andris Treimanis VAR: Paolo Valeri | Asistencia: 31 520 espectadores Árbitro(s): Andris Treimanis VAR: Paolo Valeri |

## Plantel

### Lista de convocados
Entrenador:  Czesław Michniewicz
La lista final fue anunciada el 10 de noviembre de 2022. Bartłomiej Drągowski sufrió una lesión el 13 de noviembre de 2022 y fue reemplazado por Kamil Grabara.
| No. | Pos. | Jugador               | Fecha de nacimiento (edad)         | Apa. | Goles | Club                   |
| --- | ---- | --------------------- | ---------------------------------- | ---- | ----- | ---------------------- |
| 1   | POR  | Wojciech Szczęsny     | 18 de abril de 1990 (32 años)      | 66   | 0     | Juventus F. C.         |
| 2   | DEF  | Matty Cash            | 7 de agosto de 1997 (25 años)      | 7    | 1     | Aston Villa F. C.      |
| 3   | DEF  | Artur Jędrzejczyk     | 4 de noviembre de 1987 (35 años)   | 40   | 3     | Legia de Varsovia      |
| 4   | DEF  | Mateusz Wieteska      | 11 de febrero de 1997 (25 años)    | 2    | 0     | Clermont Foot 63       |
| 5   | DEF  | Jan Bednarek          | 12 de abril de 1996 (26 años)      | 45   | 1     | Aston Villa F. C.      |
| 6   | MED  | Krystian Bielik       | 4 de enero de 1998 (24 años)       | 5    | 0     | Birmingham City F. C.  |
| 7   | DEL  | Arkadiusz Milik       | 28 de febrero de 1994 (28 años)    | 64   | 16    | Olympique de Marsella  |
| 8   | MED  | Damian Szymański      | 16 de junio de 1995 (27 años)      | 9    | 1     | A. E. K.               |
| 9   | DEL  | Robert Lewandowski    | 21 de agosto de 1988 (34 años)     | 134  | 76    | F. C. Barcelona        |
| 10  | MED  | Grzegorz Krychowiak   | 29 de enero de 1990 (32 años)      | 94   | 5     | Al-Shabab C.           |
| 11  | MED  | Kamil Grosicki        | 18 de junio de 1988 (34 años)      | 87   | 17    | Pogoń Szczecin         |
| 12  | POR  | Łukasz Skorupski      | 5 de mayo de 1991 (31 años)        | 8    | 0     | Bologna F. C. 1909     |
| 13  | MED  | Jakub Kamiński        | 5 de junio de 2002 (20 años)       | 4    | 1     | V. f. L. Wolfsburgo    |
| 14  | DEF  | Jakub Kiwior          | 15 de febrero de 2000 (22 años)    | 5    | 0     | Spezia C.              |
| 15  | DEF  | Kamil Glik            | 3 de febrero de 1988 (34 años)     | 99   | 6     | Benevento C.           |
| 16  | DEL  | Karol Świderski       | 23 de enero de 1997 (25 años)      | 18   | 8     | Charlotte F. C.        |
| 17  | MED  | Szymon Żurkowski      | 25 de septiembre de 1997 (25 años) | 7    | 0     | A. C. F. Fiorentina    |
| 18  | DEF  | Bartosz Bereszyński   | 17 de julio de 1992 (30 años)      | 46   | 0     | U. C. Sampdoria        |
| 19  | MED  | Sebastian Szymański   | 10 de mayo de 1999 (23 años)       | 18   | 1     | Feyenoord de Róterdam  |
| 20  | MED  | Piotr Zieliński       | 20 de mayo de 1994 (28 años)       | 74   | 9     | S. S. C. Napoli        |
| 21  | MED  | Nicola Zalewski       | 23 de enero de 2002 (20 años)      | 7    | 0     | A. S. Roma             |
| 22  | POR  | Kamil Grabara         | 8 de enero de 1999 (23 años)       | 1    | 0     | F. C. Copenhague       |
| 23  | DEL  | Krzysztof Piątek      | 1 de julio de 1995 (27 años)       | 25   | 11    | U. S. Salernitana 1919 |
| 24  | MED  | Przemysław Frankowski | 12 de abril de 1995 (27 años)      | 26   | 1     | R. C. Lens             |
| 25  | DEF  | Robert Gumny          | 4 de junio de 1998 (24 años)       | 5    | 0     | F. C. Augsburgo        |
| 26  | MED  | Michał Skóraś         | 15 de febrero de 2000 (22 años)    | 1    | 0     | K. K. S. Lech Poznań   |

## Participación
- Los horarios son correspondientes a la hora local de Catar (UTC+3).

### Partidos
| Fecha           | Lugar | Instancia        | Local   |                    | Resultado |                           | Visitante      |
| --------------- | ----- | ---------------- | ------- | ------------------ | --------- | ------------------------- | -------------- |
| 22 de noviembre | Doha  | Fase de grupos   | México  | Bandera de México  | 0:0       | Bandera de Polonia        | Polonia        |
| 26 de noviembre | Rayán | Fase de grupos   | Polonia | Bandera de Polonia | 2:0 (1:0) | Bandera de Arabia Saudita | Arabia Saudita |
| 30 de noviembre | Doha  | Fase de grupos   | Polonia | Bandera de Polonia | 0:2 (0:0) | Bandera de Argentina      | Argentina      |
| 4 de diciembre  | Doha  | Octavos de final | Francia | Bandera de Francia | 3:1 (2:0) | Bandera de Polonia        | Polonia        |

### Fase de grupos - Grupo C
| Selección      | Pts | PJ | PG | PE | PP | GF | GC | Dif |
| -------------- | --- | -- | -- | -- | -- | -- | -- | --- |
| Argentina      | 6   | 3  | 2  | 0  | 1  | 5  | 2  | +3  |
| Polonia        | 4   | 3  | 1  | 1  | 1  | 2  | 2  | 0   |
| México         | 4   | 3  | 1  | 1  | 1  | 2  | 3  | –1  |
| Arabia Saudita | 3   | 3  | 1  | 0  | 2  | 3  | 5  | –2  |

|  | Clasificados a los octavos de final. |

#### México vs. Polonia
| 22 de noviembre | México | 0:0     | Polonia | Estadio 974, Doha                                                              |                                                                                |
| 19:00           |        | Reporte |         | Asistencia: 39 369 espectadores Árbitro(s): Christopher Beath VAR: Shaun Evans | Asistencia: 39 369 espectadores Árbitro(s): Christopher Beath VAR: Shaun Evans |

| 13         | Guardameta     | Guillermo Ochoa |     |
| 19         | Defensa        | Jorge Sánchez   |     |
| 3          | Defensa        | César Montes    |     |
| 15         | Defensa        | Héctor Moreno   |     |
| 23         | Defensa        | Jesús Gallardo  |     |
| 16         | Centrocampista | Héctor Herrera  | 71' |
| 4          | Centrocampista | Edson Álvarez   |     |
| 24         | Centrocampista | Gerardo Chávez  |     |
| 22         | Delantero      | Hirving Lozano  |     |
| 20         | Delantero      | Henry Martín    | 71' |
| 10         | Delantero      | Alexis Vega     | 84' |
| Entrenador | Entrenador     | Gerardo Martino |     |

| 1          | Guardameta     | Wojciech Szczęsny   |     |
| 18         | Defensa        | Bartosz Bereszyński |     |
| 15         | Defensa        | Kamil Glik          |     |
| 14         | Defensa        | Jakub Kiwior        |     |
| 2          | Defensa        | Matty Cash          |     |
| 13         | Centrocampista | Jakub Kamiński      |     |
| 10         | Centrocampista | Grzegorz Krychowiak |     |
| 19         | Centrocampista | Sebastian Szymański | 72' |
| 20         | Centrocampista | Piotr Zieliński     | 88' |
| 21         | Centrocampista | Nicola Zalewski     | 46' |
| 9          | Delantero      | Robert Lewandowski  |     |
| Entrenador | Entrenador     | Czesław Michniewicz |     |

| 9  | Delantero      | Raúl Jiménez     | 71' |
| 8  | Defensa        | Carlos Rodríguez | 71' |
| 21 | Centrocampista | Uriel Antuna     | 84' |

| 6  | Centrocampista | Krystian Bielik       | 46' |
| 24 | Centrocampista | Przemysław Frankowski | 72' |
| 7  | Delantero      | Arkadiusz Milik       | 88' |

| Amonestado | 29' | Jorge Sánchez |
| Amonestado | 56' | Héctor Moreno |

| Amonestado | 76' | Przemysław Frankowski |

| Árbitro             | Christopher Beath  |
| Árbitros asistentes | Anton Shchetinin   |
| Árbitros asistentes | Ashley Beecham     |
| Cuarta árbitra      | Stéphanie Frappart |
| Quinta árbitra      | Neuza Back         |
| VAR                 | Shaun Evans        |
| Adicionales VAR     | Nicolás Gallo      |
| Adicionales VAR     | Martín Soppi       |
| Adicionales VAR     | Juan Soto          |
| Adicionales VAR     | Djibril Camara     |

| 13         | Guardameta     | Guillermo Ochoa |     |
| 19         | Defensa        | Jorge Sánchez   |     |
| 3          | Defensa        | César Montes    |     |
| 15         | Defensa        | Héctor Moreno   |     |
| 23         | Defensa        | Jesús Gallardo  |     |
| 16         | Centrocampista | Héctor Herrera  | 71' |
| 4          | Centrocampista | Edson Álvarez   |     |
| 24         | Centrocampista | Gerardo Chávez  |     |
| 22         | Delantero      | Hirving Lozano  |     |
| 20         | Delantero      | Henry Martín    | 71' |
| 10         | Delantero      | Alexis Vega     | 84' |
| Entrenador | Entrenador     | Gerardo Martino |     |

| 1          | Guardameta     | Wojciech Szczęsny   |     |
| 18         | Defensa        | Bartosz Bereszyński |     |
| 15         | Defensa        | Kamil Glik          |     |
| 14         | Defensa        | Jakub Kiwior        |     |
| 2          | Defensa        | Matty Cash          |     |
| 13         | Centrocampista | Jakub Kamiński      |     |
| 10         | Centrocampista | Grzegorz Krychowiak |     |
| 19         | Centrocampista | Sebastian Szymański | 72' |
| 20         | Centrocampista | Piotr Zieliński     | 88' |
| 21         | Centrocampista | Nicola Zalewski     | 46' |
| 9          | Delantero      | Robert Lewandowski  |     |
| Entrenador | Entrenador     | Czesław Michniewicz |     |

| 9  | Delantero      | Raúl Jiménez     | 71' |
| 8  | Defensa        | Carlos Rodríguez | 71' |
| 21 | Centrocampista | Uriel Antuna     | 84' |

| 6  | Centrocampista | Krystian Bielik       | 46' |
| 24 | Centrocampista | Przemysław Frankowski | 72' |
| 7  | Delantero      | Arkadiusz Milik       | 88' |

| Amonestado | 29' | Jorge Sánchez |
| Amonestado | 56' | Héctor Moreno |

| Amonestado | 76' | Przemysław Frankowski |

| Árbitro             | Christopher Beath  |
| Árbitros asistentes | Anton Shchetinin   |
| Árbitros asistentes | Ashley Beecham     |
| Cuarta árbitra      | Stéphanie Frappart |
| Quinta árbitra      | Neuza Back         |
| VAR                 | Shaun Evans        |
| Adicionales VAR     | Nicolás Gallo      |
| Adicionales VAR     | Martín Soppi       |
| Adicionales VAR     | Juan Soto          |
| Adicionales VAR     | Djibril Camara     |

| \| Estadísticas \| \| \| \| Tiros \| 11 \| 6 \| \| Tiros a puerta \| 4 \| 2 \| \| Faltas \| 14 \| 15 \| \| Saques de esquina \| 6 \| 5 \| \| Penaltis \| 0 \| 1 \| \| Fueras de juego \| 3 \| 0 \| \| Posesión de balón \| 61% \| 39% \| | Alineación inicial |                    |
| Estadísticas | Bandera de México  | Bandera de Polonia |
| Tiros | 11                 | 6                  |
| Tiros a puerta | 4                  | 2                  |
| Faltas | 14                 | 15                 |
| Saques de esquina | 6                  | 5                  |
| Penaltis | 0                  | 1                  |
| Fueras de juego | 3                  | 0                  |
| Posesión de balón | 61%                | 39%                |

#### Polonia vs. Arabia Saudita
| 26 de noviembre | Polonia                           | 2:0 (1:0) | Arabia Saudita | Estadio Ciudad de la Educación, Rayán                                        |                                                                              |
| 16:00           | - Zieliński 39' - Lewandowski 82' | Reporte   |                | Asistencia: 44 259 espectadores Árbitro(s): Wilton Sampaio VAR: Drew Fischer | Asistencia: 44 259 espectadores Árbitro(s): Wilton Sampaio VAR: Drew Fischer |

| 1          | Guardameta     | Wojciech Szczęsny     |     |
| 18         | Defensa        | Bartosz Bereszyński   |     |
| 15         | Defensa        | Kamil Glik            |     |
| 14         | Defensa        | Jakub Kiwior          |     |
| 2          | Centrocampista | Matty Cash            |     |
| 6          | Centrocampista | Krystian Bielik       |     |
| 10         | Centrocampista | Grzegorz Krychowiak   |     |
| 24         | Centrocampista | Przemysław Frankowski |     |
| 20         | Centrocampista | Piotr Zieliński       | 63' |
| 7          | Delantero      | Arkadiusz Milik       | 71' |
| 9          | Delantero      | Robert Lewandowski    |     |
| Entrenador | Entrenador     | Czesław Michniewicz   |     |

| 21         | Guardameta     | Mohammed Al-Owais   |     |
| 12         | Defensa        | Saud Abdulhamid     |     |
| 4          | Defensa        | Abdulelah Al-Amri   |     |
| 5          | Defensa        | Ali Al-Bulaihi      |     |
| 6          | Defensa        | Mohammed Al-Breik   | 65' |
| 9          | Centrocampista | Firas Al-Buraikan   |     |
| 16         | Centrocampista | Sami Al-Najei       | 46' |
| 8          | Centrocampista | Abdulellah Al-Malki | 85' |
| 23         | Centrocampista | Mohamed Kanno       |     |
| 10         | Centrocampista | Salem Al-Dawsari    |     |
| 11         | Delantero      | Saleh Al-Shehri     | 86' |
| Entrenador | Entrenador     | Hervé Renard        |     |

| 13 | Centrocampista | Jakub Kamiński   | 63' |
| 23 | Delantero      | Krzysztof Piątek | 71' |

| 18 | Centrocampista | Nawaf Al Abed        | 46' 90+5' |
| 2  | Defensa        | Sultan Al-Ghanam     | 65'       |
| 20 | Delantero      | Abdulrahman Al-Aboud | 85'       |
| 24 | Centrocampista | Nasser Al-Dawsari    | 86'       |
| 19 | Delantero      | Hattan Bahebri       | 90+5'     |

| Anotado | 39' | Piotr Zieliński    | 1–0 |
| Anotado | 82' | Robert Lewandowski | 2–0 |

| Amonestado | 15' | Jakub Kiwior    |
| Amonestado | 16' | Matty Cash      |
| Amonestado | 19' | Arkadiusz Milik |

| Amonestado | 21'   | Abdulellah Al-Malki |
| Amonestado | 45+4' | Abdulelah Al-Amri   |

| Árbitro             | Wilton Sampaio     |
| Árbitros asistentes | Bruno Boschilia    |
| Árbitros asistentes | Bruno Pires        |
| Cuarto árbitro      | Kevin Ortega       |
| Quinto árbitro      | Michael Orué       |
| VAR                 | Drew Fischer       |
| Adicionales VAR     | Armando Villarreal |
| Adicionales VAR     | Nicolás Tarán      |
| Adicionales VAR     | Leodán González    |
| Adicionales VAR     | Martín Soppi       |

| 1          | Guardameta     | Wojciech Szczęsny     |     |
| 18         | Defensa        | Bartosz Bereszyński   |     |
| 15         | Defensa        | Kamil Glik            |     |
| 14         | Defensa        | Jakub Kiwior          |     |
| 2          | Centrocampista | Matty Cash            |     |
| 6          | Centrocampista | Krystian Bielik       |     |
| 10         | Centrocampista | Grzegorz Krychowiak   |     |
| 24         | Centrocampista | Przemysław Frankowski |     |
| 20         | Centrocampista | Piotr Zieliński       | 63' |
| 7          | Delantero      | Arkadiusz Milik       | 71' |
| 9          | Delantero      | Robert Lewandowski    |     |
| Entrenador | Entrenador     | Czesław Michniewicz   |     |

| 21         | Guardameta     | Mohammed Al-Owais   |     |
| 12         | Defensa        | Saud Abdulhamid     |     |
| 4          | Defensa        | Abdulelah Al-Amri   |     |
| 5          | Defensa        | Ali Al-Bulaihi      |     |
| 6          | Defensa        | Mohammed Al-Breik   | 65' |
| 9          | Centrocampista | Firas Al-Buraikan   |     |
| 16         | Centrocampista | Sami Al-Najei       | 46' |
| 8          | Centrocampista | Abdulellah Al-Malki | 85' |
| 23         | Centrocampista | Mohamed Kanno       |     |
| 10         | Centrocampista | Salem Al-Dawsari    |     |
| 11         | Delantero      | Saleh Al-Shehri     | 86' |
| Entrenador | Entrenador     | Hervé Renard        |     |

| 13 | Centrocampista | Jakub Kamiński   | 63' |
| 23 | Delantero      | Krzysztof Piątek | 71' |

| 18 | Centrocampista | Nawaf Al Abed        | 46' 90+5' |
| 2  | Defensa        | Sultan Al-Ghanam     | 65'       |
| 20 | Delantero      | Abdulrahman Al-Aboud | 85'       |
| 24 | Centrocampista | Nasser Al-Dawsari    | 86'       |
| 19 | Delantero      | Hattan Bahebri       | 90+5'     |

| Anotado | 39' | Piotr Zieliński    | 1–0 |
| Anotado | 82' | Robert Lewandowski | 2–0 |

| Amonestado | 15' | Jakub Kiwior    |
| Amonestado | 16' | Matty Cash      |
| Amonestado | 19' | Arkadiusz Milik |

| Amonestado | 21'   | Abdulellah Al-Malki |
| Amonestado | 45+4' | Abdulelah Al-Amri   |

| Árbitro             | Wilton Sampaio     |
| Árbitros asistentes | Bruno Boschilia    |
| Árbitros asistentes | Bruno Pires        |
| Cuarto árbitro      | Kevin Ortega       |
| Quinto árbitro      | Michael Orué       |
| VAR                 | Drew Fischer       |
| Adicionales VAR     | Armando Villarreal |
| Adicionales VAR     | Nicolás Tarán      |
| Adicionales VAR     | Leodán González    |
| Adicionales VAR     | Martín Soppi       |

| \| Estadísticas \| \| \| \| Tiros \| 9 \| 16 \| \| Tiros a puerta \| 3 \| 5 \| \| Faltas \| 18 \| 15 \| \| Saques de esquina \| 4 \| 5 \| \| Penaltis \| 0 \| 1 \| \| Fueras de juego \| 0 \| 0 \| \| Posesión de balón \| 36% \| 64% \| | Alineación inicial |                           |
| Estadísticas | Bandera de Polonia | Bandera de Arabia Saudita |
| Tiros | 9                  | 16                        |
| Tiros a puerta | 3                  | 5                         |
| Faltas | 18                 | 15                        |
| Saques de esquina | 4                  | 5                         |
| Penaltis | 0                  | 1                         |
| Fueras de juego | 0                  | 0                         |
| Posesión de balón | 36%                | 64%                       |

#### Polonia vs. Argentina
| 30 de noviembre | Polonia | 0:2 (0:0) | Argentina                        | Estadio 974, Doha                                                              |                                                                                |
| 22:00           |         | Reporte   | - Mac Allister 46' - Álvarez 67' | Asistencia: 44 089 espectadores Árbitro(s): Danny Makkelie VAR: Pol van Boekel | Asistencia: 44 089 espectadores Árbitro(s): Danny Makkelie VAR: Pol van Boekel |

| 1          | Guardameta     | Wojciech Szczęsny     |     |
| 2          | Defensa        | Matty Cash            |     |
| 15         | Defensa        | Kamil Glik            |     |
| 14         | Defensa        | Jakub Kiwior          |     |
| 18         | Defensa        | Bartosz Bereszyński   | 72' |
| 20         | Centrocampista | Piotr Zieliński       |     |
| 6          | Centrocampista | Krystian Bielik       | 62' |
| 10         | Centrocampista | Grzegorz Krychowiak   | 83' |
| 24         | Centrocampista | Przemysław Frankowski | 46' |
| 16         | Delantero      | Karol Świderski       | 46' |
| 9          | Delantero      | Robert Lewandowski    |     |
| Entrenador | Entrenador     | Czesław Michniewicz   |     |

| 23         | Guardameta     | Emiliano Martínez   |     |
| 26         | Defensa        | Nahuel Molina       |     |
| 13         | Defensa        | Cristian Romero     |     |
| 19         | Defensa        | Nicolás Otamendi    |     |
| 8          | Defensa        | Marcos Acuña        | 59' |
| 7          | Centrocampista | Rodrigo de Paul     |     |
| 24         | Centrocampista | Enzo Fernández      | 79' |
| 11         | Centrocampista | Ángel Di María      | 59' |
| 10         | Centrocampista | Lionel Messi        |     |
| 20         | Centrocampista | Alexis Mac Allister | 84' |
| 9          | Delantero      | Julián Álvarez      | 79' |
| Entrenador | Entrenador     | Lionel Scaloni      |     |

| 13 | Centrocampista | Jakub Kamiński    | 46' |
| 26 | Centrocampista | Michał Skóraś     | 46' |
| 8  | Centrocampista | Damian Szymański  | 62' |
| 3  | Defensa        | Artur Jędrzejczyk | 72' |
| 23 | Delantero      | Krzysztof Piątek  | 83' |

| 5  | Centrocampista | Leandro Paredes    | 59' |
| 3  | Defensa        | Nicolás Tagliafico | 59' |
| 22 | Delantero      | Lautaro Martínez   | 79' |
| 6  | Defensa        | Germán Pezzella    | 79' |
| 16 | Delantero      | Thiago Almada      | 84' |

| Anotado | 46' | Alexis Mac Allister | 0–1 |
| Anotado | 67' | Julián Álvarez      | 0–2 |

| Amonestado | 78' | Grzegorz Krychowiak |

| Amonestado | 49' | Marcos Acuña |

| Árbitro             | Danny Makkelie        |
| Árbitros asistentes | Hessel Steegstra      |
| Árbitros asistentes | Jan de Vries          |
| Cuarto árbitro      | Said Martínez         |
| Quinto árbitro      | Helpys Raymundo Feliz |
| VAR                 | Pol van Boekel        |
| Adicionales VAR     | Bastian Dankert       |
| Adicionales VAR     | Kathryn Nesbitt       |
| Adicionales VAR     | Juan Soto             |
| Adicionales VAR     | Anton Shchetinin      |

| 1          | Guardameta     | Wojciech Szczęsny     |     |
| 2          | Defensa        | Matty Cash            |     |
| 15         | Defensa        | Kamil Glik            |     |
| 14         | Defensa        | Jakub Kiwior          |     |
| 18         | Defensa        | Bartosz Bereszyński   | 72' |
| 20         | Centrocampista | Piotr Zieliński       |     |
| 6          | Centrocampista | Krystian Bielik       | 62' |
| 10         | Centrocampista | Grzegorz Krychowiak   | 83' |
| 24         | Centrocampista | Przemysław Frankowski | 46' |
| 16         | Delantero      | Karol Świderski       | 46' |
| 9          | Delantero      | Robert Lewandowski    |     |
| Entrenador | Entrenador     | Czesław Michniewicz   |     |

| 23         | Guardameta     | Emiliano Martínez   |     |
| 26         | Defensa        | Nahuel Molina       |     |
| 13         | Defensa        | Cristian Romero     |     |
| 19         | Defensa        | Nicolás Otamendi    |     |
| 8          | Defensa        | Marcos Acuña        | 59' |
| 7          | Centrocampista | Rodrigo de Paul     |     |
| 24         | Centrocampista | Enzo Fernández      | 79' |
| 11         | Centrocampista | Ángel Di María      | 59' |
| 10         | Centrocampista | Lionel Messi        |     |
| 20         | Centrocampista | Alexis Mac Allister | 84' |
| 9          | Delantero      | Julián Álvarez      | 79' |
| Entrenador | Entrenador     | Lionel Scaloni      |     |

| 13 | Centrocampista | Jakub Kamiński    | 46' |
| 26 | Centrocampista | Michał Skóraś     | 46' |
| 8  | Centrocampista | Damian Szymański  | 62' |
| 3  | Defensa        | Artur Jędrzejczyk | 72' |
| 23 | Delantero      | Krzysztof Piątek  | 83' |

| 5  | Centrocampista | Leandro Paredes    | 59' |
| 3  | Defensa        | Nicolás Tagliafico | 59' |
| 22 | Delantero      | Lautaro Martínez   | 79' |
| 6  | Defensa        | Germán Pezzella    | 79' |
| 16 | Delantero      | Thiago Almada      | 84' |

| Anotado | 46' | Alexis Mac Allister | 0–1 |
| Anotado | 67' | Julián Álvarez      | 0–2 |

| Amonestado | 78' | Grzegorz Krychowiak |

| Amonestado | 49' | Marcos Acuña |

| Árbitro             | Danny Makkelie        |
| Árbitros asistentes | Hessel Steegstra      |
| Árbitros asistentes | Jan de Vries          |
| Cuarto árbitro      | Said Martínez         |
| Quinto árbitro      | Helpys Raymundo Feliz |
| VAR                 | Pol van Boekel        |
| Adicionales VAR     | Bastian Dankert       |
| Adicionales VAR     | Kathryn Nesbitt       |
| Adicionales VAR     | Juan Soto             |
| Adicionales VAR     | Anton Shchetinin      |

| \| Estadísticas \| \| \| \| Tiros \| 4 \| 23 \| \| Tiros a puerta \| 0 \| 12 \| \| Faltas \| 6 \| 11 \| \| Saques de esquina \| 1 \| 9 \| \| Penaltis \| 0 \| 1 \| \| Fueras de juego \| 0 \| 1 \| \| Posesión de balón \| 26% \| 74% \| | Alineación inicial |                      |
| Estadísticas | Bandera de Polonia | Bandera de Argentina |
| Tiros | 4                  | 23                   |
| Tiros a puerta | 0                  | 12                   |
| Faltas | 6                  | 11                   |
| Saques de esquina | 1                  | 9                    |
| Penaltis | 0                  | 1                    |
| Fueras de juego | 0                  | 1                    |
| Posesión de balón | 26%                | 74%                  |

### Octavos de final

#### Francia vs. Polonia
| 4 de diciembre | Francia                          | 3:1 (1:0) | Polonia                  | Estadio Al Thumama, Doha                                                    |                                                                             |
| 18:00          | - Giroud 44' - Mbappé 74', 90+1' | Reporte   | Lewandowski 90+9' (pen.) | Asistencia: 40 989 espectadores Árbitro(s): Jesús Valenzuela VAR: Juan Soto | Asistencia: 40 989 espectadores Árbitro(s): Jesús Valenzuela VAR: Juan Soto |

| 1          | Guardameta     | Hugo Lloris         |       |
| 5          | Defensa        | Jules Koundé        | 90+2' |
| 4          | Defensa        | Raphaël Varane      |       |
| 18         | Defensa        | Dayot Upamecano     |       |
| 22         | Defensa        | Theo Hernández      |       |
| 8          | Centrocampista | Aurélien Tchouaméni | 66'   |
| 14         | Centrocampista | Adrien Rabiot       |       |
| 11         | Centrocampista | Ousmane Dembélé     | 76'   |
| 7          | Centrocampista | Antoine Griezmann   |       |
| 10         | Centrocampista | Kylian Mbappé       |       |
| 9          | Delantero      | Olivier Giroud      | 76'   |
| Entrenador | Entrenador     | Didier Deschamps    |       |

| 1          | Guardameta     | Wojciech Szczęsny     |     |
| 2          | Defensa        | Matty Cash            |     |
| 15         | Defensa        | Kamil Glik            |     |
| 14         | Defensa        | Jakub Kiwior          | 87' |
| 18         | Defensa        | Bartosz Bereszyński   |     |
| 13         | Centrocampista | Jakub Kamiński        | 71' |
| 20         | Centrocampista | Piotr Zieliński       |     |
| 10         | Centrocampista | Grzegorz Krychowiak   | 71' |
| 19         | Centrocampista | Sebastian Szymański   | 64' |
| 24         | Centrocampista | Przemysław Frankowski | 87' |
| 9          | Delantero      | Robert Lewandowski    |     |
| Entrenador | Entrenador     | Czesław Michniewicz   |     |

| 13 | Centrocampista | Youssouf Fofana | 66'   |
| 20 | Delantero      | Kingsley Coman  | 76'   |
| 26 | Delantero      | Marcus Thuram   | 76'   |
| 3  | Defensa        | Axel Disasi     | 90+2' |

| 7  | Delantero      | Arkadiusz Milik | 64' |
| 21 | Centrocampista | Nicola Zalewski | 71' |
| 6  | Centrocampista | Krystian Bielik | 71' |
| 5  | Defensa        | Jan Bednarek    | 87' |
| 11 | Centrocampista | Kamil Grosicki  | 87' |

| Anotado | 44'   | Olivier Giroud | 1–0 |
| Anotado | 74'   | Kylian Mbappé  | 2–0 |
| Anotado | 90+1' | Kylian Mbappé  | 3–0 |

| Anotado · Penal | 90+9' | Robert Lewandowski | 3–1 |

| Amonestado | 31' | Aurélien Tchouaméni |

| Amonestado | 47' | Bartosz Bereszyński |
| Amonestado | 88' | Matty Cash          |

| Árbitro             | Jesús Valenzuela |
| Árbitros asistentes | Jorge Urrego     |
| Árbitros asistentes | Tulio Moreno     |
| Cuarto árbitro      | Kevin Ortega     |
| Quinto árbitro      | Michael Orué     |
| VAR                 | Juan Soto        |
| Adicionales VAR     | Mauro Vigliano   |
| Adicionales VAR     | Neuza Back       |
| Adicionales VAR     | Julio Bascuñán   |
| Adicionales VAR     | Martín Soppi     |

| 1          | Guardameta     | Hugo Lloris         |       |
| 5          | Defensa        | Jules Koundé        | 90+2' |
| 4          | Defensa        | Raphaël Varane      |       |
| 18         | Defensa        | Dayot Upamecano     |       |
| 22         | Defensa        | Theo Hernández      |       |
| 8          | Centrocampista | Aurélien Tchouaméni | 66'   |
| 14         | Centrocampista | Adrien Rabiot       |       |
| 11         | Centrocampista | Ousmane Dembélé     | 76'   |
| 7          | Centrocampista | Antoine Griezmann   |       |
| 10         | Centrocampista | Kylian Mbappé       |       |
| 9          | Delantero      | Olivier Giroud      | 76'   |
| Entrenador | Entrenador     | Didier Deschamps    |       |

| 1          | Guardameta     | Wojciech Szczęsny     |     |
| 2          | Defensa        | Matty Cash            |     |
| 15         | Defensa        | Kamil Glik            |     |
| 14         | Defensa        | Jakub Kiwior          | 87' |
| 18         | Defensa        | Bartosz Bereszyński   |     |
| 13         | Centrocampista | Jakub Kamiński        | 71' |
| 20         | Centrocampista | Piotr Zieliński       |     |
| 10         | Centrocampista | Grzegorz Krychowiak   | 71' |
| 19         | Centrocampista | Sebastian Szymański   | 64' |
| 24         | Centrocampista | Przemysław Frankowski | 87' |
| 9          | Delantero      | Robert Lewandowski    |     |
| Entrenador | Entrenador     | Czesław Michniewicz   |     |

| 13 | Centrocampista | Youssouf Fofana | 66'   |
| 20 | Delantero      | Kingsley Coman  | 76'   |
| 26 | Delantero      | Marcus Thuram   | 76'   |
| 3  | Defensa        | Axel Disasi     | 90+2' |

| 7  | Delantero      | Arkadiusz Milik | 64' |
| 21 | Centrocampista | Nicola Zalewski | 71' |
| 6  | Centrocampista | Krystian Bielik | 71' |
| 5  | Defensa        | Jan Bednarek    | 87' |
| 11 | Centrocampista | Kamil Grosicki  | 87' |

| Anotado | 44'   | Olivier Giroud | 1–0 |
| Anotado | 74'   | Kylian Mbappé  | 2–0 |
| Anotado | 90+1' | Kylian Mbappé  | 3–0 |

| Anotado · Penal | 90+9' | Robert Lewandowski | 3–1 |

| Amonestado | 31' | Aurélien Tchouaméni |

| Amonestado | 47' | Bartosz Bereszyński |
| Amonestado | 88' | Matty Cash          |

| Árbitro             | Jesús Valenzuela |
| Árbitros asistentes | Jorge Urrego     |
| Árbitros asistentes | Tulio Moreno     |
| Cuarto árbitro      | Kevin Ortega     |
| Quinto árbitro      | Michael Orué     |
| VAR                 | Juan Soto        |
| Adicionales VAR     | Mauro Vigliano   |
| Adicionales VAR     | Neuza Back       |
| Adicionales VAR     | Julio Bascuñán   |
| Adicionales VAR     | Martín Soppi     |

| \| Estadísticas \| \| \| \| Tiros \| 16 \| 12 \| \| Tiros a puerta \| 8 \| 3 \| \| Faltas \| 10 \| 8 \| \| Saques de esquina \| 7 \| 1 \| \| Penaltis \| 0 \| 1 \| \| Fueras de juego \| 3 \| 1 \| \| Posesión de balón \| 55% \| 45% \| | Alineación inicial |                    |
| Estadísticas | Bandera de Francia | Bandera de Polonia |
| Tiros | 16                 | 12                 |
| Tiros a puerta | 8                  | 3                  |
| Faltas | 10                 | 8                  |
| Saques de esquina | 7                  | 1                  |
| Penaltis | 0                  | 1                  |
| Fueras de juego | 3                  | 1                  |
| Posesión de balón | 55%                | 45%                |

## Estadísticas

### Participación de jugadores
| N.° | Pos        | Jugador           | PJ | Minutos jugados | Goles recibidos | Atajos | Tarjetas amarillas | Doble tarjeta amarilla y roja | Tarjetas rojas |
| --- | ---------- | ----------------- | -- | --------------- | --------------- | ------ | ------------------ | ----------------------------- | -------------- |
| 1   | Guardameta | Wojciech Szczęsny | 4  | 360             | 5               | 24     | 0                  | 0                             | 0              |
| 12  | Guardameta | Łukasz Skorupski  | 0  | 0               | 0               | 0      | 0                  | 0                             | 0              |
| 22  | Guardameta | Kamil Grabara     | 0  | 0               | 0               | 0      | 0                  | 0                             | 0              |

| N.° | Pos            | Jugador               | PJ | Minutos jugados | Goles | Asistencias | Tarjetas Amarillas | Doble tarjeta amarilla y roja | Tarjetas rojas |
| --- | -------------- | --------------------- | -- | --------------- | ----- | ----------- | ------------------ | ----------------------------- | -------------- |
| 2   | Defensa        | Matty Cash            | 4  | 360             | 0     | 0           | 2                  | 0                             | 0              |
| 3   | Defensa        | Artur Jędrzejczyk     | 1  | 18              | 0     | 0           | 0                  | 0                             | 0              |
| 4   | Defensa        | Mateusz Wieteska      | 0  | 0               | 0     | 0           | 0                  | 0                             | 0              |
| 5   | Defensa        | Jan Bednarek          | 1  | 3               | 0     | 0           | 0                  | 0                             | 0              |
| 6   | Centrocampista | Krystian Bielik       | 4  | 196             | 0     | 0           | 0                  | 0                             | 0              |
| 7   | Delantero      | Arkadiusz Milik       | 3  | 100             | 0     | 0           | 1                  | 0                             | 0              |
| 8   | Centrocampista | Damian Szymański      | 2  | 28              | 0     | 0           | 0                  | 0                             | 0              |
| 9   | Delantero      | Robert Lewandowski    | 4  | 360             | 2     | 1           | 0                  | 0                             | 0              |
| 10  | Centrocampista | Grzegorz Krychowiak   | 4  | 334             | 0     | 0           | 1                  | 0                             | 0              |
| 11  | Centrocampista | Kamil Grosicki        | 1  | 3               | 0     | 0           | 0                  | 0                             | 0              |
| 13  | Centrocampista | Jakub Kamiński        | 4  | 232             | 0     | 0           | 0                  | 0                             | 0              |
| 14  | Defensa        | Jakub Kiwior          | 4  | 357             | 0     | 0           | 1                  | 0                             | 0              |
| 15  | Defensa        | Kamil Glik            | 4  | 360             | 0     | 0           | 0                  | 0                             | 0              |
| 16  | Delantero      | Karol Świderski       | 1  | 46              | 0     | 0           | 0                  | 0                             | 0              |
| 17  | Centrocampista | Szymon Żurkowski      | 0  | 0               | 0     | 0           | 0                  | 0                             | 0              |
| 18  | Defensa        | Bartosz Bereszyński   | 3  | 342             | 0     | 0           | 1                  | 0                             | 0              |
| 19  | Centrocampista | Sebastian Szymański   | 2  | 136             | 0     | 0           | 0                  | 0                             | 0              |
| 20  | Centrocampista | Piotr Zieliński       | 4  | 330             | 1     | 0           | 0                  | 0                             | 0              |
| 21  | Centrocampista | Nicola Zalewski       | 2  | 65              | 0     | 0           | 0                  | 0                             | 0              |
| 23  | Delantero      | Krzysztof Piątek      | 2  | 26              | 0     | 0           | 0                  | 0                             | 0              |
| 24  | Centrocampista | Przemysław Frankowski | 4  | 241             | 0     | 0           | 1                  | 0                             | 0              |
| 25  | Defensa        | Robert Gumny          | 0  | 0               | 0     | 0           | 0                  | 0                             | 0              |
| 26  | Centrocampista | Michał Skóraś         | 1  | 44              | 0     | 0           | 0                  | 0                             | 0              |

### Goleadores
| N.°   | Jugador            | Anotado | PJ | Prom. | Jugada | Cabeza | TL | Penal |
| ----- | ------------------ | ------- | -- | ----- | ------ | ------ | -- | ----- |
| 1     | Robert Lewandowski | 2       | 4  | 0.5   | 1      | 0      | 0  | 1     |
| 2     | Piotr Zieliński    | 1       | 4  | 0.25  | 1      | 0      | 0  | 0     |
| Total | Total              | 3       | 4  | 0.75  | 2      | 0      | 0  | 1     |

### Asistencias
| N.°   | Jugador            | Asistencia | Jugada | Cabeza | TL | SdE |
| ----- | ------------------ | ---------- | ------ | ------ | -- | --- |
| 1     | Robert Lewandowski | 1          | 1      | 0      | 0  | 0   |
| Total | Total              | 1          | 1      | 0      | 0  | 0   |

### Tarjetas disciplinarias
| N.°   | Jugador               | Amonestado | Otorgado · Expulsado | Expulsado | Sanción |
| ----- | --------------------- | ---------- | -------------------- | --------- | ------- |
| 1     | Matty Cash            | 2          | 0                    | 0         |         |
| 2     | Przemysław Frankowski | 1          | 0                    | 0         |         |
| 3     | Arkadiusz Milik       | 1          | 0                    | 0         |         |
| 4     | Jakub Kiwior          | 1          | 0                    | 0         |         |
| 5     | Grzegorz Krychowiak   | 1          | 0                    | 0         |         |
| 6     | Bartosz Bereszyński   | 1          | 0                    | 0         |         |
| Total | Total                 | 7          | 0                    | 0         |         |